# White Tiger (Marvel Comics)
White Tiger (Tigre Blanco) es el nombre de varios superhéroes que aparecen en los cómics estadounidenses publicados por Marvel Comics. La primera encarnación de White Tiger, Hector Ayala, apareció por primera vez en Deadly Hands of Kung Fu #19 (diciembre de 1975).La segunda encarnación, una tigresa de Bengala blanca real, debutó en Heroes for Hire #1 (julio de 1997). La tercera encarnación, Kevin Cole, hizo su primera aparición en Black Panther (vol. 3) #50 (octubre de 2002). La cuarta encarnación, Angela del Toro, hizo su debut en Daredevil vol. 2 #58 (noviembre de 2003). La quinta encarnación, Ava Ayala, apareció por primera vez en Avengers Academy #20 (diciembre de 2011).

## Biografía del personaje ficticio

### Héctor Ayala
El primer White Tiger (Héctor Ayala) fue creado por el escritor Bill Mantlo y el artista George Pérezen la revista Marvel en blanco y negro, Deadly Hands of Kung Fu, a principios de los años setenta. 
Héctor Ayala nació en San Juan, Puerto Rico.Podía transformarse en el sobrehumano White Tiger a través del poder del amuleto del Tigre de Jade. En su alter ego, Ayala luchó contra enemigos como el cártel del crimen de la Corporación y se unió a héroes como Daredevil y Spider-Man.Después de muchos años de luchar contra el crimen y casi ser asesinado, su villano cuenta con su identidad secreta expuesta públicamente y volviéndose adicto psicológica y físicamente al amuleto del tigre, Ayala se retiró. Pero después de un tiempo, el llamado a ponerse el amuleto y luchar contra el mal se hizo demasiado fuerte y Héctor, una vez más, se convirtió en el White Tiger. Poco después, Héctor fue acusado erróneamente de asesinato y condenado a pesar de los esfuerzos de su abogado, Matt Murdock (Daredevil). Ayala recibió un disparo y murió tratando de escapar, poco antes de que surgieran pruebas que demostraban tardíamente su inocencia.

### White Tiger (Héroes de Alquiler)
El segundo White Tiger fue una verdadera tigresa blanca de Bengala que se convirtió en una mujer de ascendencia de las Indias Orientales. Ella fue parte del renacimiento de Héroes de Alquiler de corta duración en la década de 1990. 
Fue creada por el Alto Evolucionador para cazar a un lobo malvado evolucionado que él había creado, llamado el Hombre-Bestia. Los orígenes bestiales de White Tiger le dieron una velocidad y reflejos parecidos a los de un gato, y era muy hábil en artes marciales. White Tiger con Iron Fist, e intrigado por él, se unió a Heroes for Hire. White Tiger trató de mantener sus orígenes en secreto, pero durante una sesión de entrenamiento con Iron Fist, perdió el control y volvió a su forma de tigre. Era un miembro valioso del equipo, pero descubrió que las emociones humanas eran más complejas de lo que su mente de tigre podía manejar. Se sentía cada vez más atraída por Iron Fist. White Tiger atacó a Misty Knight cuando sintió que Iron Fist se sentía atraído por Misty, tratando de mostrar el dominio de la hembra invasora, tal como lo haría una tigresa en la naturaleza. Cuando White Tiger finalmente capturó al Hombre-Bestia pícaro, ella le rogó al Alto Evolucionador que eliminara su personalidad humana, incapaz de soportar el dolor de no poder estar con el hombre que amaba. Él concedió y la convirtió de nuevo en un tigre blanco de Bengala, prometiendo a Iron Fist que la devolvería a las selvas tropicales donde la encontró.

### Kasper Cole
El tercer Tigre Blanco fue Kevin "Kasper" Cole, creado por el escritor Christopher Priest y el artista Dan Fraga.
El es un oficial de policía de herencia judía/afroamericana mixta que se hizo pasar por Pantera Negra cuando encontró el disfraz de T'Challa. Kasper buscó permiso para comer la hierba en forma de corazón y ganar poderes mejorados como T'Challa al emprender el Rito por Falcon (Sam Wilson), quien le dijo que necesitaba ser más que un hombre con un traje de gato para lograr sus objetivos. Ascensión. El villano Erik Killmonger, le ofreció otra opción: una versión sintética de la hierba en forma de corazón y ayuda a encontrar al hijo de Sal, a cambio de que Kasper deje de lado la identidad de la Pantera Negra, se convierta en un Tigre Blanco del Culto de la Pantera y haga un favor para el Asesino en el futuro. Kasper aceptó, pero luego localizó al chico con sus nuevos sentidos mejorados y la ayuda de Reina Divine Justice y Everett Ross, disminuyendo así su deuda con Killmonger. Después, Kasper tomó la identidad del White Tiger. Él continúa persiguiendo la promoción,aliado con The Crew (un equipo de superhéroes del centro de la ciudad) contra 66 Bridges y Triage.
White Tiger lleva un traje a prueba de balas de Vibranium que detiene las balas. Puede cortarse solo a lo largo de la veta de la cinta, pero no puede perforarse convencionalmente con fuerza contundente. Las botas tienen suelas especiales de Vibranium que absorben el sonido y el impacto, lo que le permite saltar de edificios de hasta 8 pisos de altura y aterrizar sin lesiones. También puede, literalmente, correr por los costados de los edificios y caminar sobre el agua. Las garras del traje son retráctiles y contienen un nuevo compuesto del Vibranium "anti-metal" experimental, que puede descomponer otras aleaciones metálicas.

### Angela del Toro
El cuarto White Tiger es la sobrina de Héctor Ayala, Ángela del Toro,creada por el escritor Brian Michael Bendis y el artista Alex Maleev.
Ella es una exagente del FBI que trabajó en el caso Daredevil, y heredó los amuletos de su tío, el Tigre de Jade. Ángela dejó el FBI para entender los amuletos, y fue entrenada en el uso de sus poderes por Daredevil. Usando el poder de los amuletos para frustrar un robo, fue conmovida por la abrumadora gratitud del comerciante. Ángela en realidad salvó a Daredevil de un señor del crimen y su guardaespaldas, usando los amuletos para darse velocidad de gato y habilidades de lucha. Al darse cuenta de los poderes que ahora poseía, asumió la identidad de su tío como el White Tiger. Ella fue apuñalada por Lady Bullseye y resucitada por La Mano, bajo su esclavitud hasta que fue curada por Tarántula Negra. White Tiger recibió su propia serie limitada en noviembre de 2006, escrita por Tamora Pierce.El Maker le dio a Ángela un amuleto de un universo alternativo, que usó para enfrentar al quinto White Tiger, Ava Ayala.Ava es abandonada por su Dios Tigre, y Ángela gana el poder combinado de los dos Dioses Tigre.

### Ava Ayala
El quinto White Tiger es Ava Ayala, la hermana más joven de Héctor Ayala,creada por Christos Gage y Tom Raney. 
Ava apareció por primera vez en Academia Vengadores #20 # 20 (diciembre de 2011) y apareció como un personaje regular en la serie a través de su número final # 39 (enero de 2013) y apareció en la serie 2013 Poderosos Vengadores. Ava también aparece en Ultimate Spider-Man, con la voz de Caitlyn Taylor Love, donde Ava es la hija de Héctor en lugar de su hermana.